# Stużyca
Stużyca (biał. Стужыца; ros. Стужица) – wieś na Białorusi, w obwodzie mohylewskim, w rejonie mohylewskim, w sielsowiecie Padhorje.